# Thụy Hòa
Thụy Hòa là một xã thuộc huyện Yên Phong, tỉnh Bắc Ninh, Việt Nam.

## Địa lý
Xã Thụy Hòa có diện tích 6,03 km², dân số năm 1999 là 6.121 người, mật độ dân số đạt 1.015 người/km².

## Hành chính
Xã Thụy Hòa được chia thành 4 thôn: Lạc Nhuế, Thiểm Xuyên, Đông Tảo, Bình Lục.

## Lịch sử
Tháng 9 năm 1948, hợp nhất 3 xã Thiểm xuyên, Lạc Bằng, Đông Sơn thành xã Thụy Hòa.